# Polissoirs de la Fosse à la Cardine
Les polissoirs de la Fosse à la Cardine sont deux polissoirs situés à Chevry-en-Sereine, dans le département de Seine-et-Marne en France.

## Polissoirno1
Le polissoir est constitué d'une dalle de grès inclinée à 45° de 1,45 m de longueur d'une hauteur maximale de 0,80 m. Il comporte deux rainures de polissage de respectivement 0,62 m et 0,60 m avec une arête de fond bien visible. La pierre a été endommagée par les carriers : deux traces de tentative de débitage de forme rectangulaire sont visibles en surface.

## Polissoirno2
Un second polissoir avait été signalé à 25 m à l'est du premier. Selon la description de C. Viré il comportait deux cupules, une grande et une petite, et une cuvette de polissage. Le polissoir est désormais disparu.